# SMS Wörth
El SMS Kurfürst Friedrich Wörth fue uno de los primeros acorazados oceánicos de la Armada Imperial Alemana. Era el segundo acorazado pre-dreadnought de la clase Brandenburg, la cual estaba compuesta además por los acorazados SMS Brandenburg, SMS Weißenburg y SMS Kurfürst Friedrich Wilhelm. 
Fue puesto en grada en 1890 en los astilleros Germaniawerft de Kiel, fue botado el 6 de agosto de 1892 y completado en 1893. La clase Brandenburg fue la única de su época que portaba seis cañones de grueso calibre en tres torres gemelas, en oposición a los cuatro cañones en dos torres que era lo común en la época en otras armadas.

## Historial de servicio

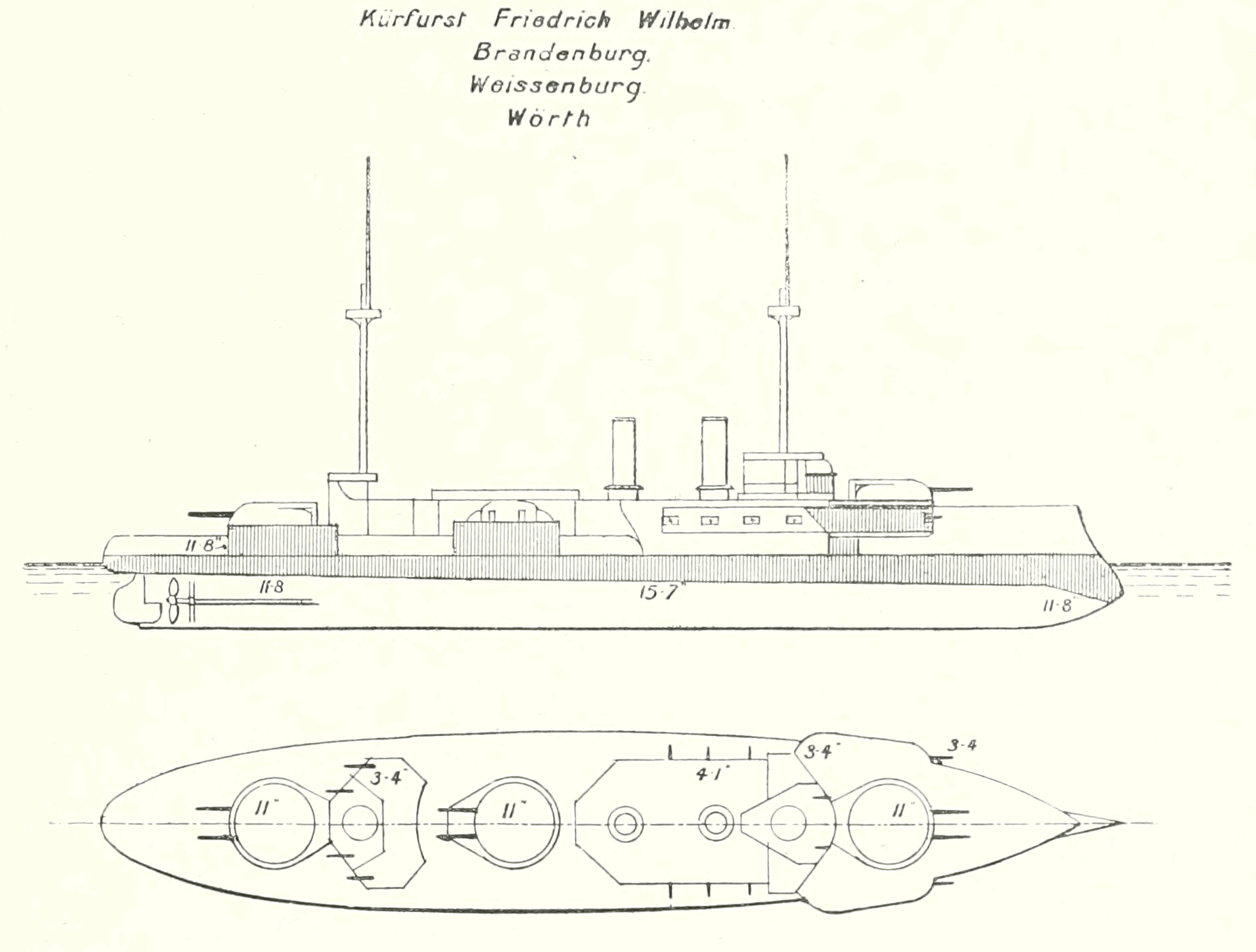
Diagrama de los buques de la clase Brandenburg.

Tras ser asignado el 29 de abril de 1894, el  Wörth fue destinado a la I División de la I Escuadra de combate junto a sus tres gemelos. La I División se veía acompañada por las cuatro obsoletas fragatas blindadas de la clase Sachsen  en la II División, que entre 1901-1902 fueron reemplazadas por los nuevos acorazados de la clase Kaiser Friedrich III.

### Levantamiento de los bóxers

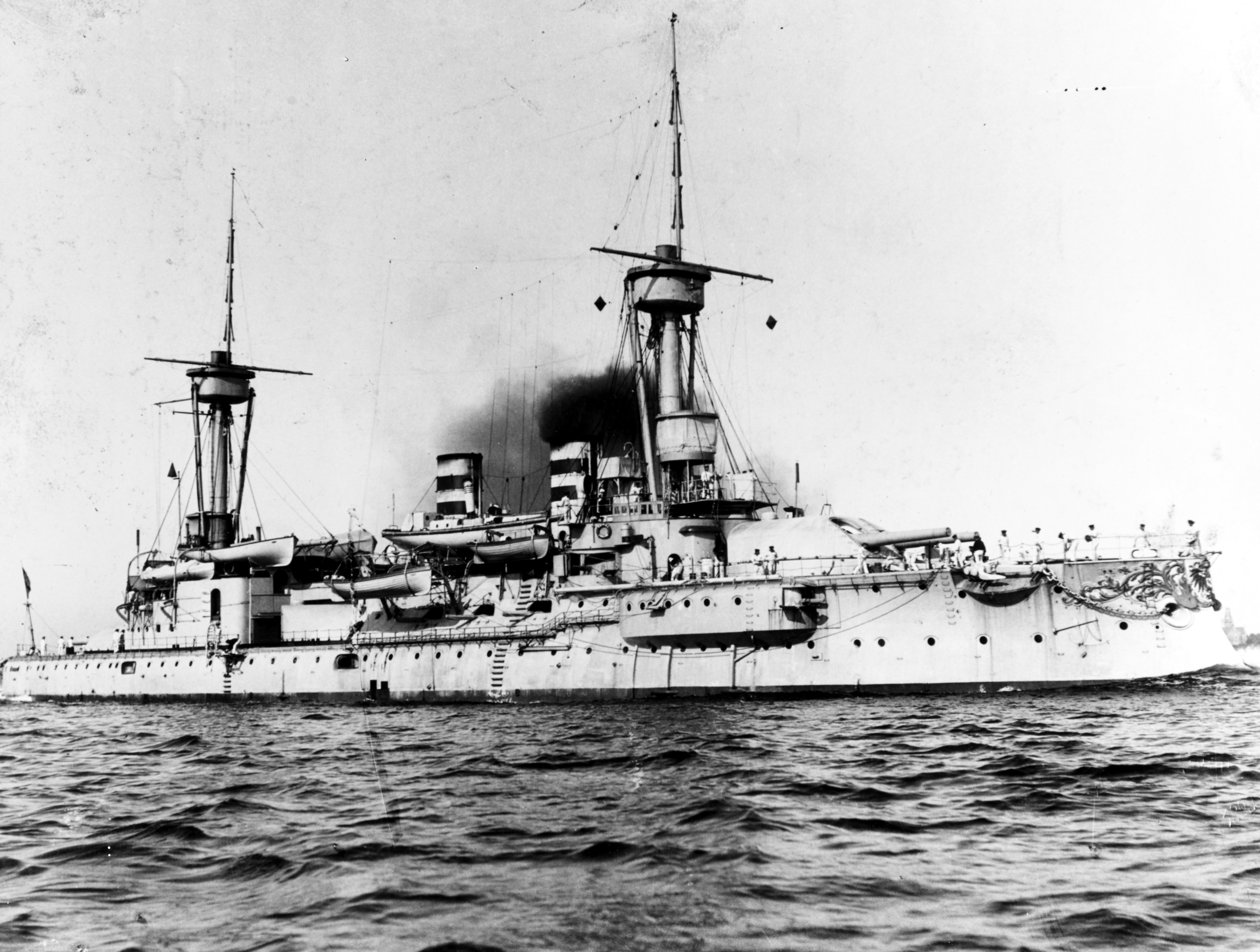
El SMS Wörth fotografiado en el año 1899.

El Wörth participó en su primera operación importante en 1900, cuando la I División fue desplegada en China durante el levantamiento de los bóxers.  La fuerza expedicionaria consistía en los cuatro Brandenburg, seis cruceros, diez cargueros, tres torpederos y seis regimientos de infantería de marina, bajo el mando del mariscal Alfred von Waldersee. El almirante Alfred von Tirpitz se oponía al plan, por considerarlo innecesario y costoso. La flota llegó a China cuando el cerco a Pekín ya había sido levantado. Como resultado, la flota se dedicó a sofocar los levantamientos locales en torno a Kiaochow. Finalmente, la flota retornó a Wilhelmshaven, Alemania, en agosto de 1901. El costo de la operación para el gobierno alemán ascendió a 100 millones de marcos.

### Primera Guerra Mundial
Al inicio de las hostilidades de la Primera Guerra Mundial, el Wörth fue asignado a la V escuadra como buque de defensa costera. Un año después, fue desactivado y destinado a labores de alojamiento como buque cuartel en Danzig, junto a su gemelo el Brandenburg. En 1919, el Wörth fue dado de baja en la Reichsmarine y vendido para desguace.

### Buques de la clase
- SMS Brandenburg
- SMS Kurfürst Friedrich Wilhelm
- SMS Weißenburg

### Listas relacionadas
- Anexo:Acorazados
- Anexo:Clases de acorazado
- Anexo:Acorazados de Alemania